# Love Sux Tour
Il Love Sux Tour, conosciuto anche come Bite Me Tour per la leg nordamericana del 2022, è stato il settimo tour musicale della cantautrice canadese Avril Lavigne, a supporto del suo settimo album in studio Love Sux (2022).

## Informazioni
Le date asiatiche ed europee del tour si sarebbero dovute originariamente svolgere nel 2020 come parte del precedente Head Above Water Tour, ma sono state rinviate molteplici volte fino al 2022 e 2023 a causa della pandemia di COVID-19.

## Scaletta
Questa è la scaletta eseguita dalla cantante per la leg europea del tour.
1. Bite Me
2. What The Hell
3. Here's to Never Growing Up
4. Complicated
5. When You're Gone
6. Wish You Were Here
7. My Happy Ending
8. I'm a Mess
9. Wannabe (Spice Girls Cover)
10. Love Sux
11. Girlfriend
12. Love It When You Hate Me
13. Sk8er Boi
14. Head Above Water
15. Avalanche
16. I'm with You

### Variazioni della scaletta
- Nelle date italiane di Padova e Milano la cantante ha eseguito Nobody's Home al posto di Wish You Were Here.
- La cover di Wannabe è stata alternata a All The Small Things dei Blink-182.

## Date del tour
| Data              | Città             | Stato           | Luogo                                   | Artisti d'apertura            |
| Nord America      | Nord America      | Nord America    | Nord America                            | Nord America                  |
| ----------------- | ----------------- | --------------- | --------------------------------------- | ----------------------------- |
| 30 aprile 2022    | Orillia           | Canada          | Casino Rama Resort                      | The Beaches                   |
| 6 maggio 2022     | Québec            | Canada          | Videotron Centre                        | Mod Sun All Time Low          |
| 7 maggio 2022     | Laval             | Canada          | Place Bell                              | Mod Sun Grandson All Time Low |
| 9 maggio 2022     | Ottawa            | Canada          | TD Place Arena                          | Mod Sun All Time Low          |
| 10 maggio 2022    | London            | Canada          | Budweiser Gardens                       | Mod Sun Grandson              |
| 12 maggio 2022    | Windsor           | Canada          | Caesars Windsor                         | Mod Sun Grandson              |
| 13 maggio 2022    | Toronto           | Canada          | Coca-Cola Coliseum                      | Mod Sun Grandson              |
| 17 maggio 2022    | Winnipeg          | Canada          | Bell MTS Place                          | Mod Sun Grandson              |
| 18 maggio 2022    | Saskatoon         | Canada          | SaskTel Centre                          | Mod Sun Grandson              |
| 19 maggio 2022    | Edmonton          | Canada          | Rogers Place                            | Mod Sun Grandson              |
| 21 maggio 2022    | Calgary           | Canada          | Southern Alberta Jubilee Auditorium     | Mod Sun Grandson              |
| 22 maggio 2022    | Calgary           | Canada          | Southern Alberta Jubilee Auditorium     | Mod Sun Grandson              |
| 24 maggio 2022    | Vancouver         | Canada          | Doug Mitchell Thunderbird Sports Centre | Mod Sun Grandson              |
| 25 maggio 2022    | Victoria          | Canada          | Save-On Foods Memorial Centre           | Mod Sun Grandson              |
| 27 maggio 2022    | Boston            | Stati Uniti     | Harvard Athletic Complex                | N.D.                          |
| 1º giugno 2022    | Moncton           | Canada          | Avenir Centre                           | The Beaches                   |
| 2 giugno 2022     | Halifax           | Canada          | Scotiabank Centre                       | The Beaches                   |
| Sud America       |                   |                 |                                         |                               |
| 5 settembre 2022  | Lima              | Perù            | Arena Perú                              | N.D.                          |
| 7 settembre 2022  | São Paulo         | Brasile         | Espaço das Américas                     | N.D.                          |
| 9 settembre 2022  | Rio de Janeiro    | Brasile         | Parque dos Atletas                      | N.D.                          |
| Nord America      |                   |                 |                                         |                               |
| 22 settembre 2022 | Dover             | Stati Uniti     | The Woodlands                           | N.D.                          |
| 24 settembre 2022 | Las Vegas         | Stati Uniti     | Area 15                                 | N.D.                          |
| 22 ottobre 2022   | Las Vegas         | Stati Uniti     | Las Vegas Festival Grounds              | N.D.                          |
| 23 ottobre 2022   | Las Vegas         | Stati Uniti     | Las Vegas Festival Grounds              | N.D.                          |
| 29 ottobre 2022   | Las Vegas         | Stati Uniti     | Las Vegas Festival Grounds              | N.D.                          |
| Asia              |                   |                 |                                         |                               |
| 7 novembre 2022   | Yokohama          | Giappone        | Pacifico                                | N.D.                          |
| 9 novembre 2022   | Tokyo             | Giappone        | Tokyo Garden Theatre                    | N.D.                          |
| 10 novembre 2022  | Tokyo             | Giappone        | Tokyo Garden Theatre                    | N.D.                          |
| 12 novembre 2022  | Nagoya            | Giappone        | Aichi Sky Expo                          | N.D.                          |
| 14 novembre 2022  | Osaka             | Giappone        | Intex Osaka                             | N.D.                          |
| Europa            |                   |                 |                                         |                               |
| 12 aprile 2023    | Parigi            | Francia         | Zénith                                  | Girlfriends Phem              |
| 14 aprile 2023    | Amsterdam         | Paesi Bassi     | AFAS Live                               | Girlfriends Phem              |
| 15 aprile 2023    | Berlino           | Germania        | Columbiahalle                           | Girlfriends Phem              |
| 17 aprile 2023    | Amburgo           | Germania        | Sporthalle                              | Girlfriends Phem              |
| 18 aprile 2023    | Offenbach am Main | Germania        | Stadhalle                               | Girlfriends Phem              |
| 20 aprile 2023    | Monaco di Baviera | Germania        | Zenith                                  | Girlfriends Phem              |
| 21 aprile 2023    | Zurigo            | Svizzera        | Samsung Hall                            | Girlfriends Phem              |
| 23 aprile 2023    | Padova            | Italia          | Kioene Arena                            | Girlfriends Phem              |
| 24 aprile 2023    | Milano            | Italia          | Mediolanum Forum                        | Girlfriends Phem              |
| 26 aprile 2023    | Praga             | Repubblica Ceca | Sportovní hala v Holešovicích           | Girlfriends Phem              |
| 27 aprile 2023    | Vienna            | Austria         | Wiener Stadthalle                       | Girlfriends Phem              |
| 28 aprile 2023    | Stoccarda         | Germania        | Porsche-Arena                           | Girlfriends Phem              |
| 30 aprile 2023    | Łódź              | Polonia         | Atlas Arena                             | Girlfriends Phem              |
| 3 maggio 2023     | Colonia           | Germania        | Palladium                               | Girlfriends Phem              |
| 4 maggio 2023     | Bruxelles         | Belgio          | Forest National                         | Girlfriends Phem              |
| 6 maggio 2023     | Manchester        | Regno Unito     | O2 Apollo Manchester                    | Girlfriends Phem              |
| 9 maggio 2023     | Londra            | Regno Unito     | Alexandra Palace                        | Girlfriends Phem              |
| 10 maggio 2023    | Londra            | Regno Unito     | Alexandra Palace                        | Girlfriends Phem              |

## Cancellazioni
| Data             | Città     | Stato     | Luogo                  | Causa            |
| ---------------- | --------- | --------- | ---------------------- | ---------------- |
| 1º novembre 2022 | Hong Kong | Hong Kong | AsiaWorld–Arena        | Motivi logistici |
| 3 novembre 2022  | Manila    | Filippine | Smart Araneta Coliseum | Motivi logistici |